# 奥斯特霍恩
奥斯特霍恩是德国石勒苏益格－荷尔斯泰因州的一个市镇。总面积6.38平方公里，总人口416人，其中男性214人，女性202人（2011年12月31日），人口密度65人/平方公里。